# Finestret
Finestret (in catalano Finestret) è un comune francese di 184 abitanti situato nel dipartimento dei Pirenei Orientali nella regione dell'Occitania.

## Società

### Evoluzione demografica
Abitanti censiti